# Монтазо
Монтазо́ (фр. Montazeau) — коммуна во Франции, находится в регионе Аквитания. Департамент — Дордонь. Входит в состав кантона Пеи-де-Монтень и Гюрсон. Округ коммуны — Бержерак.
Код INSEE коммуны — 24288.

## География
Коммуна расположена приблизительно в 480 км к югу от Парижа, в 60 км восточнее Бордо, в 60 км к юго-западу от Перигё.
На северо-западе коммуны протекает река Лидуар.

### Климат
Климат умеренный океанический со средним уровнем осадков, которые выпадают преимущественно зимой. Лето здесь долгое и тёплое, однако также довольно влажное, здесь не бывает регулярных периодов летней засухи. Средняя температура января — 5 °C, июля — 18 °C. Изредка вследствие стечения неблагоприятных погодных условий может наблюдаться непродолжительная засуха или случаются поздние заморозки. Климат меняется очень часто, как в течение сезона, так и год от года.

## Население
Население коммуны на 2010 год составляло 312 человек.
| 1962 | 1968 | 1975 | 1982 | 1990 | 1999 | 2010 |
| ---- | ---- | ---- | ---- | ---- | ---- | ---- |
| 393  | 342  | 289  | 280  | 267  | 275  | 312  |

## Администрация
| Период | Период | Фамилия      | Партия        | Примечания          |
| ------ | ------ | ------------ | ------------- | ------------------- |
| 1983   | 2020   | Робер Декуэн | Разные правые | нотариус, пенсионер |

## Экономика
В 2010 году среди 196 человек трудоспособного возраста (15-64 лет) 130 были экономически активными, 66 — неактивными (показатель активности — 66,3 %, в 1999 году было 72,3 %). Из 130 активных жителей работали 119 человек (61 мужчина и 58 женщин), безработных было 11 (5 мужчин и 6 женщин). Среди 66 неактивных 14 человек были учениками или студентами, 38 — пенсионерами, 14 были неактивными по другим причинам.